# Forsvarsforliget 2013-2017
Forsvarsforliget 2013-2017 var et politisk forlig om det danske Forsvar.
Forliget består af en forligstekst med et antal bilag.
Forliget blev indgået for at lade Forsvaret bidrage til den udfordrede offentlige økonom:3 to år før det forrige forsvarsforlig egentlig udløb.

## Større ændringer
- Værnepligten skulle bevares, men i yderligere reduceret omfang.[a]
- Afghanistan-indsatsen blev udfaset og budgetforøgelsen hertil bortfaldt.[1]:6
- Hæren skulle kun kunne udsende éen bataljonskampgruppe. Hærens opstilling blev reduceret fra seks bataljoner til tre bataljonskampgrupper, heraf én på højere beredskab.[1]:7-8
- Der skulle foretages typevalg for nyt kampfly inden sommeren 2015.[1]:10[b]
- De indledende skridt til samling af specialoperationsenheder blev taget.[1]:11